# Hannah Stevenson
Hannah Stevenson (* 25. August 1993 in Solihull) ist eine britische Skeletonpilotin.

## Karriere
Die ehemalige Leichtathletin kam 2014 zum Skeleton und sie debütierte in der Saison 2017/18 am 11. November 2017 im Skeleton-Europacup in Lillehammer. Dabei belegte sie direkt den vierten Platz und beim zweiten Rennen auf der Bahn einen Tag später belegte sie beim britischen Dreifachsieg hinter Eleanor Furneaux und Brogan Crowley den dritten Platz. In Winterberg belegte sie eine Woche später beim ersten Wettbewerb erneut den vierten Platz. Beim zweiten Wettbewerb in der Veltins-Eisarena belegte sie nur den 14. Platz. Am Ende der Saison belegte sie in der Gesamtwertung des Europacups, obwohl sie nur vier von acht Rennen absolviert hat, den zwölften Platz mit 179 Punkten.
In der Saison 2018/19 konnte sie nicht vollständig an die Ergebnisse aus der letzten Saison anknüpfen. Zwar konnte sie kein Top-Fünf-Ergebnis bei ihren fünf Einsätzen im Europacup einfahren, aber bei vier der fünf Rennen platzierte sie sich untern den besten zehn Starterinnen. Ihr bestes Ergebnis erzielte sie am 17. November 2018 in Innsbruck, als sie den siebten Platz belegte. Am Ende der Saison belegte sie in der Gesamtwertung mit 166 Punkten den 13. Platz.
In die Saison 2019/20 startete Hannah Stevenson am 8. Dezember 2019 in Winterberg mit ihrem ersten Sieg. Sie entschied das Rennen in der Veltins-Eisarena vor ihrer Teamkollegin Amelia Coltman und der Deutschen Hanna Staub für sich. Am 10. und 11. Januar konnte sie in Innsbruck mit dem achten und fünften Platze zwei weitere Top-Ten-Platzierungen erreichen. Am Ende der Saison belegte sie in der Gesamtwertung mit 235 Punkten den siebten Platz. Nach der Saison gab sie am 20. März 2020 ihren Rücktritt vom Skeleton-Sport bekannt.

## Erfolge
| Nr. | Datum            | Ort        | Bahn             |
| --- | ---------------- | ---------- | ---------------- |
| 1.  | 8. Dezember 2019 | Winterberg | Veltins-Eisarena |